# Програма-диспетчер
Програма-диспетчер (рос. программа-диспетчер, англ. dispatcher, supervisor (program), monitor (program); нім. Programm-Dispatcher n) — вбудоване або факультативне ПЗ операційної системи що керує чи показує виконання інших програм чи завдань. Означення програми-диспетчера може використовуватись для координації та взаємодії периферійних пристроїв комп'ютера чи кількох комп'ютерів, об'єднаних в обчислювальну систему.

## В операційних системах
Популярним диспетчером завдань для Windows є одноіменна вбудована програма «Диспетчер завдань» яка забезпечує завершення виконання процесу використовуючи графічний інтерфейс, для Unix систем моніторинг виконання задач забезпечується таблицею процесів top (англ. Table of precesses) показуючи імена процесів, які можна завершити за допомогою команди kill або killall.